# Coupe des Pays-Bas de football 1909-1910
Navigation
Coupe des Pays-Bas 1908-1909 Coupe des Pays-Bas 1910-1911
La Coupe des Pays-Bas de football 1909-1910, nommée la KNVB Beker, est la 12e édition de la Coupe des Pays-Bas.

## Déroulement de la compétition
Tous les tours se jouent en élimination directe. À chaque tour, un tirage au sort est effectué pour déterminer les adversaires.

## Finale
La finale se joue le 15 mai 1910 à Delft, la deuxième équipe du Quick La Haye bat l'équipe réserve du HVV La Haye  2 à 0 et remporte son deuxième titre.